# Liste des œuvres de Mark Twain

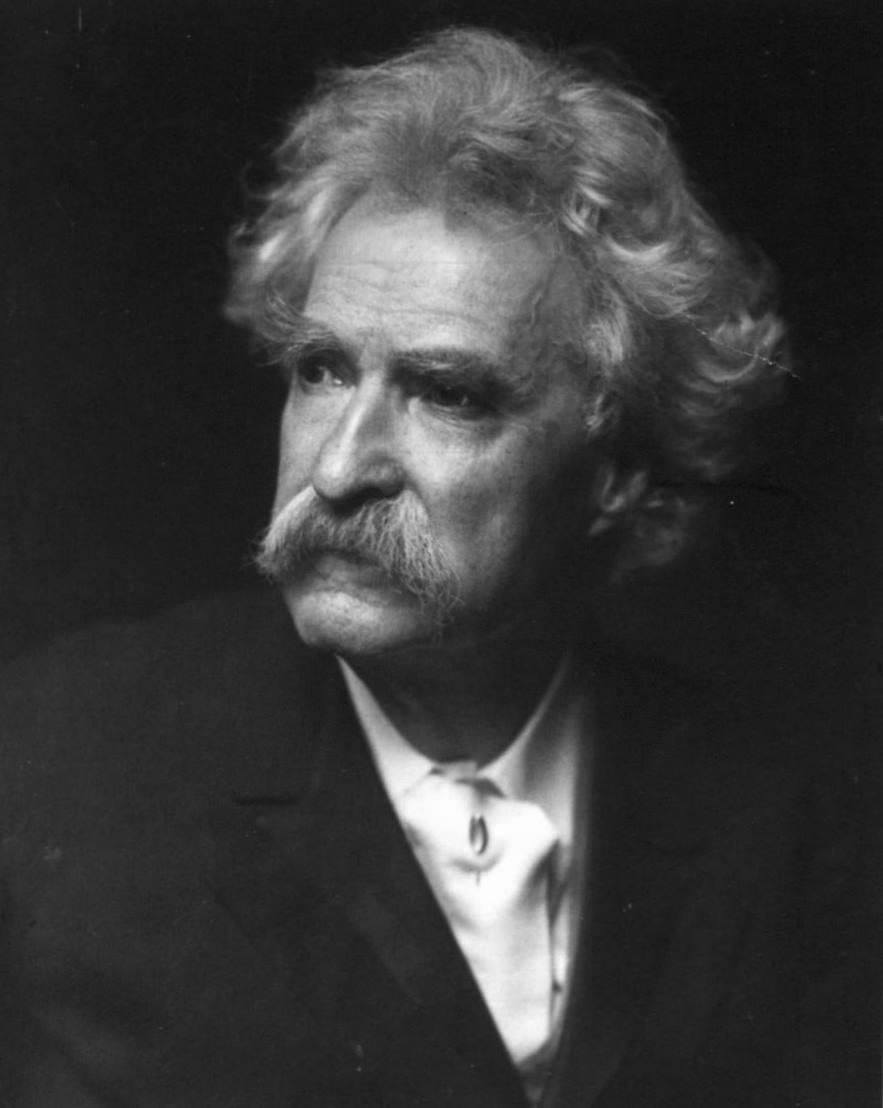
Mark Twain, photo prise en 1923, issue de Life

Ceci est la liste des œuvres de Mark Twain.
| Titre                                                                                                 | Original                                                 | Éditeur             | Date      | Édition |                                                |
| --- | -------------------------------------------------------- | ------------------- | --------- | --- | ---------------------------------------------- |
| À la dure                                                                                             | Roughing It                                              | Hartford            | 1872      | traduit par Henri Motheré, La Revue Blanche, 1901 et Payot 1993 ; traduit par Éliane Barrault, tomes I et II, Petite bibliothèque Payot, 1990-1991 ; nouvelle traduction d'extraits par Michel Philipp et Andrew Poirier, dans Le Rapt de l'éléphant blanc et autres nouvelles, Omnibus, 2010                 |                                                |
| L'Âge doré                                                                                            | The Gilded Age: A Tale of Today                          |                     | 1873      | |                                                |
| L’Article de M. Bloque                                                                                |                                                          |                     | 1875      | traduit par Gabriel de Lautrec, Altramenta 2011 |                                                |
| Ascensions en téléscope                                                                               | A Tramp Abroad                                           |                     | 1880      | traduit par Béatrice Vierne, Hoëbeke, 1995 |                                                |
| L'Autobiographie de Mark Twain                                                                        | Mark Twain's (Burlesque) Autobiography and First Romance |                     | 1871      | traduit par Béatrice Vierne, Éditions du Rocher, 2003 ; traduit par Bernard Hœpffner, Tristram, 2012 |                                                |
| Les Amours d'Alonzo Fitz Clarence et Rosannah Ethelton                                                | The Loves of Alonzo Fitz Clarence and Rosannah Ethelton  |                     | 1878      | traduit par Michel Philipp et Andrew Poirier, Omnibus, 2010 |                                                |
| Les Aventures de Huckleberry Finn                                                                     | Adventures of Huckleberry Finn                           |                     | 1884      | traduit par William L. Hughes, A. Hennuyer, 1886 ; traduit par André Bay, Stock, 1961 ; traduit par Suzanne Nétillard, Éditions de La Farandole, 1973 ; traduit par Jean La Gravière, Édition G. P., 1979 ; traduit par Bernard Hoepffner, Tristram, 2008 ; traduit par Freddy Michalski, L'Œil d'or, 2009    |                                                |
| Les Aventures de Tom Sawyer                                                                           | The Adventures of Tom Sawyer                             |                     | 1876      | traduit par William L. Hughes, A. Hennuyer, 1886 ; traduit par Guy Breton, Éditions Hier et aujourd'hui, 1946 ; traduit par André Bay, Stock, 1961 ; traduit par Genevive Méker, Édition G. P., 1962 ; traduit par François de Gaïl, Éditions Gallimard, 1973 ; traduit par Bernard Hoepffner, Tristram, 2008 |                                                |
| La Blague qui fit la fortune d'Ed                                                                     | The Joke That Made Ed's Fortune                          |                     | 1897      | traduit par Dominique Haas, Omnibus 2010 |                                                |
| Ce que Paul Bourget pense de nous                                                                     |                                                          |                     |           | |                                                |
| Ce qui sidéra les Geais bleus                                                                         | What Stumped the Bluejays                                |                     | 1880      | traduit par Michèle Garène, Omnibus, 2010 |                                                |
| Cecil Rhodes et le Squale                                                                             | Cecil Rhodes and the Shark                               |                     | 1897      | traduit par Dominique Haas, Omnibus, 2010 |                                                |
| La Célèbre Grenouille sauteuse du comté de Calaveras                                                  | The Notorious Jumping Frog of Calaveras County           |                     | 1867      | traduit par Gabriel de Lautrec, révisé par Chloé Leleu, Omnibus, 2010 |                                                |
| Le Chasseur et la Dinde machiavélique                                                                 | Hunting the Deceiful Turkey                              |                     | 1906      | traduit par Patrick Dusoulier, Omnibus, 2010 |                                                |
| La Chicago allemande                                                                                  |                                                          |                     |           | |                                                |
| Comment raconter une histoire                                                                         | How to Tell a Story                                      |                     | 1895      | traduit par Delphine Louis-Dimitrov, Omnibus, 2010 |                                                |
| Comment je devins directeur d’un journal d’agriculture                                                | How I Edited an Agricultural Paper                       |                     | 1870      | traduit par Gabriel de Lautrec, révisé par Pierre-François Moreau, Omnibus, 2010 |                                                |
| Comment j’ai tué un ours                                                                              |                                                          |                     |           | traduit par François de Gaïl, Mercure de France, 1905 |                                                |
| Conseils aux petites filles                                                                           | Advice to Little Girls                                   |                     | 1865      | |                                                |
| Deux petites histoires                                                                                | Two Little Tales                                         |                     | 1901      | traduit par Patrick Dusoulier, Omnibus, 2010 |                                                |
| Le Disque de la mort                                                                                  | The Death Disk                                           |                     | 1901      | traduit par Patrick Dusoulier, Omnibus, 2010 |                                                |
| Les Droits de la femme                                                                                |                                                          |                     |           | |                                                |
| Du cannibalisme dans le train                                                                         | Cannibalism in the Cars                                  |                     | 1868      | traduit par Danièle Darneau, Omnibus, 2010 |                                                |
| Économie politique                                                                                    | Political Economy                                        |                     | 1870      | traduit par Gabriel de Lautrec, révisé par Pierre-François Moreau, Omnibus, 2010 |                                                |
| Edward Mills et George Benton                                                                         | Edward Mills and George Benton: a Tale                   |                     | 1880      | traduit par Gabriel de Lautrec, révisé par Chloé Leleu, Omnibus, 2010 |                                                |
| En suivant l’équateur                                                                                 |                                                          |                     |           | traduit par Dominique Haas, Omnibus, 2010 |                                                |
| Enfer ou Paradis ?                                                                                    | Was It Heaven? Or Hell?                                  |                     | 1902      | traduit par Michel Epuy, révisé par Pierre-François Moreau, Omnibus, 2010 |                                                |
| Esquisses anciennes et nouvelles                                                                      | Sketches New and Old                                     |                     | 1875      | traduit dans Le Rapt de l'éléphant blanc', Omnibus, 2010 |                                                |
| Extraits du journal d’Adam                                                                            | Extracts from Adam's Diary                               |                     | 1904      | |                                                |
| Les Faits concernant ma récente démission                                                             |                                                          |                     |           | |                                                |
| La Famille MacWilliams et le croup membraneux                                                         | Experience of the McWilliamses with Membranus Croup      |                     | 1874      | traduit par Gabriel de Lautrec, révisé par Pierre-François Moreau, Omnibus, 2010 |                                                |
| La Famille MacWilliams et les signaux d'alarme                                                        | The McWilliamses and the Burglar Alarm                   |                     | 1882      | traduit par Thierry Marignac, Omnibus, 2010 |                                                |
| Le Fantôme de l'homme pétrifié                                                                        | A Ghost Story                                            |                     | 1888      | traduit par Thierry Marignac, Omnibus, 2010 |                                                |
| Feu Benjamin Franklin                                                                                 |                                                          |                     |           | |                                                |
| Le Grand Contrat pour la fourniture du bœuf en conserve                                               | The Facts in the Great Beef Contract                     |                     | 1870      | traduit par Gabriel de Lautrec, révisé par Pierre-François Moreau, Omnibus, 2010 |                                                |
| La Grande Révolution de Pitcairn                                                                      |                                                          |                     |           | |                                                |
| La Guide amateur                                                                                      | Playing Courier                                          |                     | 1891      | traduit par François de Gaïl, révisé par Pierre-François Moreau, Omnibus, 2010 |                                                |
| Histoire de l’invalide                                                                                | The Invalid's Story                                      |                     | 1882      | traduit par Gabriel de Lautrec, révisé par Pierre-François Moreau, Omnibus, 2010 |                                                |
| L’Histoire du Californien                                                                             | The Californian's Tale                                   |                     | 1893      | traduit par Gabriel Lautrec, révisé par Pierre-François Moreau, Omnibus, 2010 |                                                |
| Histoire du bon petit garçon                                                                          | The Story of the Good Little Boy                         |                     | 1870      | traduit par Gabriel de Lautrec, révisé par Pierre-François Moreau, Omnibus, 2010 |                                                |
| Histoire du méchant petit garçon                                                                      | The Story of the Bad Little Boy                          |                     | 1865      | traduit par Gabriel de Lautrec, révisé par Pierre-François Moreau, Omnibus, 2010 |                                                |
| L’Histoire se répète                                                                                  |                                                          |                     |           | |                                                |
| L’Homme au message pour le directeur général                                                          |                                                          |                     |           | |                                                |
| L'Homme qui a corrompu Hadleyburg                                                                     | The Man That Corrupted Hadleyburg                        |                     | 1899      | traduit par Patrick Dusoulier, Omnibus, 2010 |                                                |
| L'Homme qui descendit au Gadsby                                                                       | The Man Who Put Up at Gadsby's                           |                     | 1880      | traduit par Michèle Garène, Omnibus, 2010 |                                                |
| L’Infortuné Fiancé d’Aurélia                                                                          | Aurelia's Unfortunate Young Man                          | Hartford            | 1864      | traduit par Émile Blémont, P. Ollendorff, 1881 |                                                |
| L’Italien et sa grammaire                                                                             |                                                          |                     |           | |                                                |
| L’Italien sans maître                                                                                 |                                                          |                     |           | |                                                |
| Le Journal d’Adam et Ève                                                                              | The Diary of Adam and Eve                                |                     | 1893-1905 | traduit par Freddy Michalski, L'Œil d'or, 2009, traduit par Gabriel de Lautrec, révisé par Chloé Leleu, Omnibus, 2010 |                                                |
| Le Journalisme dans le Tennessee                                                                      | Journalism in Tennessee                                  |                     | 1869      | traduit par Michel Philipp et Andrew Poirier, Omnibus, 2010 |                                                |
| Les Jumeaux extraordinaires                                                                           | Those Extraordinary Twins                                |                     | 1894      | Traduit par Albert Savine et Michel Georges-Michel, Édition française illustrée, 1920 | traduit par Freddy Michalski, L'Œil d'or, 2020 |
| La Légende de la Vénus de Capitole                                                                    | Legend of the Capitoline Venus                           |                     | 1869      | traduit par Michel Philipp et Andrew Poirier, Omnibus, 2010 |                                                |
| Le Legs de 30.000 dollars                                                                             | The $30,000 Bequest                                      |                     | 1904      | traduit par Michel Epuy, révisé par Pierre-François Moreau, Omnibus, 2010 |                                                |
| La Liberté de parole                                                                                  | Mark Twain’s Autobiography                               |                     | 1904      | traduit par Thierry Gillyboeuf, Payot, 2010 |                                                |
| Ma montre                                                                                             | My Watch                                                 |                     | 1870      | traduit par Gabriel de Lautrec, révisé par Pierre-François Moreau, Omnibus, 2010 |                                                |
| Ma première machine à écrire                                                                          |                                                          |                     |           | |                                                |
| Madame MacWilliams et la foudre                                                                       | Mrs. McWilliams and the Lightning                        |                     | 1880      | traduit par Gabriel de Lautrec, révisé par Chloé Leleu, Omnibus, 2010 |                                                |
| Le Marchand d’échos                                                                                   | The Canvasser's Tale                                     |                     | 1876      | traduit par Gabriel de Lautrec, révisé par Chloé Leleu, Omnibus, 2010 |                                                |
| Mémoires d'une chienne ou Histoire d’un chien                                                         | A Dog's Tale                                             |                     | 1903      | traduit par Michel Epuy, révisé par Pierre-François Moreau, Omnibus, 2010 |                                                |
| Mes débuts comme personnage littéraire                                                                |                                                          |                     |           | |                                                |
| Le Meurtre de Jules César en fait divers                                                              |                                                          |                     |           | |                                                |
| Mort ou vivant ? ou Est-il vivant ou est-il mort                                                      | Is He Living or Is He Dead?                              |                     | 1893      | traduit par Julie Pujos, Gallimard, Folio bilingue no 82, 1999 ; traduit par Gabriel de Lautrec, révisé par Pierre-François Moreau, Omnibus, 2010 |                                                |
| Le Mystérieux Étranger, ou aussi "L'Étranger mystérieux", ou N°44 le mystérieux étranger              | The Mysterious Stranger                                  |                     | 1916      | traduit par Freddy Michalski, L'Œil d'or, 2008, traduit par Renaud Bombard, Omnibus, 2010, traduit par Bernard Hoepffner (dernière version écrite), Tristram, 2011 |                                                |
| Notes sur Paris                                                                                       |                                                          |                     |           | |                                                |
| Nuit sans sommeil                                                                                     |                                                          |                     |           | |                                                |
| Le Passeport russe                                                                                    | The Belated Russian Passport                             |                     | 1902      | traduit par Michel Epuy, révisé par Chloé Leleu, Omnibus, 2010 |                                                |
| Perce, mon ami, perce !                                                                               | Punch, Brothers, Punch!                                  |                     | 1878      | |                                                |
| Les Peterkins                                                                                         |                                                          |                     |           | |                                                |
| Pour guérir un rhume                                                                                  |                                                          |                     |           | traduit par Émile Blémont, P. Ollendorff, 1881 |                                                |
| Le Prétendant américain                                                                               | The American Claimant                                    |                     | 1892      | traduit par Freddy Michalski, L'Œil d'or, 2007 |                                                |
| La Prière de la guerre                                                                                | The War Prayer                                           | Harper and Brothers | 1916      | |                                                |
| Le Prince et le Pauvre                                                                                | The Prince and the Pauper                                |                     | 1881      | |                                                |
| Qu'est-ce que l'homme ? ou "L'homme, c'est quoi"                                                      | What Is Man?                                             |                     | 1906      | traduit par Freddy Michalski, L'Œil d'or, 2011 |                                                |
| Lettres de la terre ou Quand Satan raconte la Terre au Bon Dieu                                       | Letters from the Earth                                   |                     | 1962      | traduit par Henri Morisset. Grasset, 1965, traduit par Freddy Michalski, L'Œil d'or, 2005 |                                                |
| Quelques fables édifiantes pour les enfants sages                                                     | Some Learned Fables for Good Old Boys and Girls          |                     | 1875      | traduit par Dominique Hass, Omnibus, 2010 |                                                |
| Quelques héros d’occasion                                                                             |                                                          |                     |           | |                                                |
| Question de chance                                                                                    | Luck                                                     |                     | 1891      | traduit par Dominique Hass, Omnibus, 2010 |                                                |
| Le Rapt de l’éléphant blanc                                                                           | The Stolen White Elephant                                |                     | 1882      | traduit par Gabriel de Lautrec, révisé par Pierre-François Moreau, Omnibus, 2010 |                                                |
| Le Récit d'un cheval                                                                                  | A Horse's Tale                                           |                     | 1906      | traduit par Georges-Michel Sarotte, Omnibus, 2010 |                                                |
| Réponses à des correspondants                                                                         |                                                          |                     |           | |                                                |
| Rogers                                                                                                |                                                          |                     |           | |                                                |
| Le Roman de Jeanne d'Arc                                                                              | Joan of Arc: Personal Recollections of Joan of Arc       |                     | 1896      | traduit par Patrice Ghirardi, Éditions de Rocher, 2001 |                                                |
| Le Roman de l'Esquimaude                                                                              | The Esquimau Maiden Romance                              |                     | 1893      | traduit par Gabriel de Lautrec, révisé par Pierre-François Moreau, Omnibus, 2010 |                                                |
| Science contre Hasard                                                                                 | Science vs. Luck                                         |                     | 1870      | traduit par Michel Philipp et Andrew Poirier, Omnibus, 2010 |                                                |
| Shakespeare est-il mort ?                                                                             | Is Shakespeare Dead?                                     |                     | 1909      | |                                                |
| Situation sans issue                                                                                  |                                                          |                     | 1931      | traduit par Gabriel de Lautrec, publié dans la Bibliothèque du Petit écho de la mode, n°13 du 23 mars. |                                                |
| Le Soliloque du roi Léopold                                                                           | King Leopold's Soliloquy                                 |                     | 1905      | traduit par Jean-Pierre Orban, Éditions Jacques Antoine, 1987, traduit par Freddy Michalski, 2018 (éditions L'Œil d'or) |                                                |
| Sur la décadence dans l’art de mentir                                                                 | On the Decay of the Art of Lying                         |                     | 1880      | |                                                |
| Sur les femmes de chambre                                                                             |                                                          |                     |           | |                                                |
| La Télégraphie mentale                                                                                |                                                          |                     |           | traduit par François de Gaïl, Mercure de France, 1905 |                                                |
| Tom Sawyer à travers le monde                                                                         | Tom Sawyer Abroad                                        |                     | 1894      | traduit par Albert Savine, Éditions Albi Michel, 1952 |                                                |
| Tom Sawyer détective                                                                                  | Tom Sawyer, Detective                                    |                     | 1896      | traduit par François de Gaïl, Mercure de France, 1907 ; traduit par Fred Savdi, Éditions des Carmes, 1958 |                                                |
| La Tragédie de Pudd’nhead Wilson et la comédie des deux jumeaux extraordinaires                       | Pudd’nhead Wilson, Those Extraordinary Twins             |                     | 1894      | traduit par Philippe Jaworski, collection La Pléiade, Paris, Gallimard, 2015 |                                                |
| Trois mille ans chez les microbes                                                                     | Three Thousand Years Among the Microbes                  | John Tucker         | 1905      | traduit par Michel Waldberg, Éditions de la Différence, 1985 |                                                |
| Un article amusant                                                                                    |                                                          |                     |           | |                                                |
| Un chien à l’Église                                                                                   |                                                          |                     |           | |                                                |
| Un courrier amateur                                                                                   |                                                          |                     |           | |                                                |
| Une histoire vraie rapportée mot à mot telle que je l'ai entendue                                     | A True Story Repeated Word By Word As I Heard It         |                     | 1874      | traduit par Dominique Hass, Omnibus, 2010 |                                                |
| Un majestueux fossile                                                                                 |                                                          |                     |           | traduit par François de Gaïl, Mercure de France, 1905 |                                                |
| Un monument à Adam                                                                                    |                                                          |                     |           | |                                                |
| Le Billet d’un million de livres ou Un pari de milliardaires                                          | The £1,000,000 Bank Note                                 |                     | 1893      | traduit par François de Gaïl, révisé par Pierre-François Moreau, Omnibus, 2010 |                                                |
| Un rêve étrange                                                                                       | A Curious Dream                                          |                     | 1870      | traduit par Michel Philipp et Andrew Poirier, Omnibus, 2010 |                                                |
| Un roman du Moyen Âge                                                                                 | A Medieval Romance                                       |                     | 1870      | traduit par Gabriel de Lautrec, révisé par Pierre-François Moreau, Omnibus, 2010 |                                                |
| Un Yankee à la cour du roi Arthur ou Un Américain à la cour du roi Arthur                             | A Connecticut Yankee in King Arthur's Court              |                     | 1889      | traduit par Odette Ferry et Jacques de Plunkett, Éditions de la Paix, 1950 ; traduit par Freddy Michalski, L'Œil d'or, 2013 |                                                |
| Une bien curieuse expérience                                                                          | A Curious Experience                                     |                     | 1881      | traduit par Thierry Marignac, Omnibus, 2010 |                                                |
| Une fable                                                                                             | A Fable                                                  |                     | 1909      | traduit par Patrick Dusoulier, Omnibus, 2010 |                                                |
| Une foi trop ardente                                                                                  | A Burning Brand                                          |                     | 1883      | traduit par Thierry Marignac, Omnibus, 2010 |                                                |
| Une histoire policière à double détente ou Plus fort que Sherlock Holmes                              | A Double Barrelled Detective Story                       |                     | 1902      | traduit par François de Gaïl, Mercure de France, 1907 ; nouvelle traduction intégrale de Georges-Michel Sarotte, Omnibus, 2010 |                                                |
| Une histoire sans fin                                                                                 | A Story without an End                                   |                     | 1897      | traduit par Dominique Haas, Omnibus 2010 |                                                |
| Une journée à Niagara                                                                                 | A Day at Niagara                                         |                     | 1869      | traduit par Danièle Darneau, Omnibus, 2010 |                                                |
| Une lettre au ministre des finances                                                                   |                                                          |                     |           | |                                                |
| Une pétition à la reine d’Angleterre                                                                  |                                                          |                     |           | |                                                |
| Une victime de l’hospitalité                                                                          |                                                          |                     |           | |                                                |
| La Vie sur le Mississippi                                                                             | Life on the Mississippi                                  |                     | 1883      | traduit par Bernard Blanc, Payot, 2001 et 2003 ; traduit (extraits) par Thierry Marignac, Omnibus, 2010 |                                                |
| La Visite du capitaine Tempête dans le ciel                                                           | Extract from Captain Stormfield's Visit to Heaven        |                     | 1907      | traduit par Gabriel de Lautrec, révisé par Pierre-François Moreau, Omnibus, 2010 |                                                |
| Le Voyage des innocents                                                                               | The Innocents Abroad                                     |                     | 1869      | traduit par Fanchita Gonzalez Batlle, F. Maspero, La Découverte, 1982 et Payot, 1995 |                                                |
| Wilson Tête-de-mou ou La Tragédie de Pudd’nhead Wilson et la comédie des deux jumeaux extraordinaires | Pudd'nhead Wilson                                        |                     | 1892      | traduit par Albert Savine et Michel Georges-Michel, Édition française illustrée, 1920 | traduit par Freddy Michalski, L'Œil d'or, 2020 |